# Chilluentes
Chilluentes fue una localidad española, hoy día despoblada, del término municipal de Tartanedo, en la provincia de Guadalajara. De su urbanismo quedan hoy las ruinas de la ermita dedicada a San Vicente Mártir y una torre vigía.

## Geografía
Se sitúa en un pequeño vallejo rodeado de montes entre las localidades de Aragoncillo, Concha, Establés y Tartanedo.

## Historia
Fue una pequeña aldea que estuvo poblada hasta 1620.
Hacia mediados del siglo XIX, el despoblado formaba parte del término de Concha. Aparece descrito en el séptimo volumen del Diccionario geográfico-estadístico-histórico de España y sus posesiones de Ultramar de Pascual Madoz de la siguiente manera:

CHILLUENTES: desp. en la prov. de Guadalajara, part. jud. de Molina, térm. jurisd. de Concha.
(Madoz, 1847, p. 327)

## Patrimonio

### Torre de Chilluentes
La torre vigía de Chilluentes fue levantada por los señores moriscos en el siglo XII como punto de vigilancia del camino que unía Molina de Aragón con Establés y Concha. Se construyó con piedra sillarejo en planta cuadrada de unos 60 m² y tuvo hasta cinco pisos y nueve metros de altura. Sólo queda en pie los muros oeste y sur, y en el primero de éstos una aspillera.

### Ermita de San Vicente Mártir
La ermita de San Vicente Mártir corresponde a la antigua parroquia de Chilluentes que tras la despoblación quedó como ermita aislada dentro del término de Concha. De planta rectangular de una sola nave y un ábside en su parte oriental, es de estilo románico, construida a base de sillarejo. En la fachada septentrional se abre la puerta en arco de medio punto. Sobre la parte de poniente se alzaba la espadaña que sustentaba las campanas. A la parroquia, por su parte meridional, estaba adosada, como en tantos lugares castellanos, el pequeño cementerio local. Quedan únicamente en pie los cuatro muros de la ermita y algunas piedras esparcidas entre la abundante vegetación.